# Konya Atatürk Stadyumu
Das Konya Atatürk Stadyumu (türkisch Konya-Atatürk-Stadion, offiziell Konya Büyükşehir Belediyesi Atatürk Stadyumu) war ein Fußballstadion in der türkischen Stadt Konya. Die Anlage war bis zum Ende der Saison 2013/14 die Heimspielstätte des Fußballclubs Konyaspor. Die Anlage wurde 1950 fertiggestellt. Zuletzt bot es 22.456 Plätze. 2005 wurde die Spielstätte mit neuen Kunststoffsitzen ausgestattet. Neben dem Stadion in Balikesir wurde das Konya Atatürk Stadyumu für Radrennen genutzt.
Am 7. Mai 2014 wurde das Endspiel des türkischen Fußballpokals im Konya Atatürk Stadyumu ausgetragen. Eskişehirspor unterlag Galatasaray Istanbul vor 22.456 Zuschauern im ausverkauften Haus mit 0:1. Die letzte Partie von Konyaspor in der Sportstätte fand vier Tage später am 11. Mai gegen Kayserispor statt. Die Begegnung am vorletzten Spieltag der Süper Lig 2013/14 gewannen die Hausherren mit 3:0. Das letzte Tor im Stadion erzielte der Stürmer Theofanis Gekas. Zur Saison 2014/15 zog Konyaspor in das neugebaute Konya Büyükşehir Stadı um. Es wurde nach rund zwei Jahren Bauzeit Mitte September 2014 eröffnet.
Im September 2018 begannen die Abrissarbeiten am Stadiongebäude.